# Ibrahim Mehinagić
Háfiz Ibrahim-efendija Mehinagić (11. března 1894 Prnjavor, Bosna a Hercegovina – 30. července 1976 Gračanica, Socialistická federativní republika Jugoslávie) byl bosenskohercegovský šarí‘atský soudce bosňáckého původu.

## Životopis
Narodil se do rodiny Arifa Hikmet-efendija (?–16. dubna 1914), šarí‘atského soudce, a Fatimy Hrnjić. Arif Hikmet často střídal místa svého působení, jeho pracoviště se nacházela v městech Kladanj, Prnjavor, Gračanica, Čajniče a nakonec znovu Gračanica. Tři ročníky reformovaného mektebu (mektebi ibtidaijje) Ibrahim absolvoval v Čajniče, který vedl Mehmed Fevzi-efendija Šabić. Základní školu navštěvoval v Gračanici, pote studoval v místní Osman-kapetanově medrese. Vedle toho studoval na háfize před mudarrisem, učitelem v medrese, Mehmed-efendijou Teufikem Okićem a po něm Mustafa-efendijou Šiljićem. Roku 1911, kdy získal titul háfize, odešel za vzděláním do Istanbulu.
Vypuknutí první světové války jej zastihlo na studentských prázdninách v Gračanici, a tak se nemohl vrátit do osmanské metropole. Vzápětí se přihlásil do Šarí‘atské soudní školy v Sarajevu, kterou absolvoval roku 1919. Roku 1920 nastoupil jako justiční čekatel v šarí‘atském soudu ve Zvorniku. Roku 1922 byl umístěn k soudu v Tuzle a roku 1924 na vlastní žádost v Gračanici. Šarí‘atskou soudní zkoušku složil roku 1932, načež do roku 1942 úřadoval v Gračanici.
Mehinagić podporoval Jugoslávskou muslimskou organizaci, ale po jejím návratu do vlády roku 1935 stranu opustil a roku 1939 se přidal k muslimské sekci Chorvatské selské straně.
Roku 1938 byl vybrán spolu s dalšími třemi kandidáty na uvolněné místo v nejvyšší duchovní rady, Ulema-medžlisu, Islámského společenství, ale Ministerstvo spravedlnosti Království Jugoslávie dalo přednost jinému kandidátovi. V červnu 1942 byl přidělen k Vrchnímu šarí‘atskému soudu v Sarajevu. Po převzetí moci v Jugoslávii komunistickými partyzány byl 25. června 1945 zatčen a odsouzen na pět let vězení. Z vězení byl propuštěn předčasně 8. října 1947. Roku 1958 pak byl rozhodnutím soudu rehabilitován. Od června 1960 do konce roku 1964 působil jako imám v Doboji. Zkraje roku 1965 odešel do penze.
Od poloviny 50. let začal přispívat do periodik Glasnik Vrhovnog islamskog starješinstva, Takvim, Prilozi za orijentalnu filologiju a Anali Gazi Husrev-begove biblioteke.
Ibrahim se roku 1922 oženil se Zumrou Balvanović (1899–?), s níž přivedl na svět syny Halida (*1922), Hajrudina (*1923), Arifa (*1934) a Mensura (*1941).